# Nationalpark Kerinci-Seblat
Der Nationalpark Kerinci-Seblat liegt auf der indonesischen Insel Sumatra. Mit einer Gesamtausdehnung von knapp 1,4 Mio. ha übergreift er vier Provinzen der Insel und ist damit deren größter Nationalpark. Der Park liegt auf einer Höhe von 200 m bis 3805 m über dem Meeresspiegel. Höchste Erhebung ist mit 3805 m der Gunung Kerinci, ein bis heute aktiver Schichtvulkan.

## Geografische Lage
Der Nationalpark erstreckt sich über die nachfolgend genannten Provinzen. Ihrer Größe nach absteigend sind dies:
- Jambi
- Sumatra Barat (Westsumatra)
- Bengkulu
- Sumatra Selatan (Südsumatra)

Der Park erstreckt sich über einen großen Teil des Barisangebirges (Bukit Barisan Bergkette). In diesem liegt auch der Kerinci. Der Seven Mountain Lake innerhalb des Gunung Tujuh ist der höchstgelegene Kratersee Südostasiens. Heiße Quellen, Höhlen und Wasserfälle prägen das Landschaftsbild. Weitere spektakuläre Ökosysteme sind der Frischwassersumpf Rawa Bento und der Torfsumpf Ladeh Panjang.
Heute gehört der Park zu den tropischen Regenwäldern von Sumatra, die 2004 als Naturdenkmal in die UNESCO-Liste des Welterbes aufgenommen wurden. Seit 2011 ist er aber auch in der Roten Liste des gefährdeten Welterbes verzeichnet, zusammen mit den Nationalparks Gunung Leuser und Barisan Selatan.

## Artenvielfalt
Der Park weist eine hohe Artenvielfalt an Pflanzen auf. Über 4000 verschiedene Pflanzen konnten in dem Terrain identifiziert werden. Darunter der Titanenwurz, eine Pflanze, die den größten unverzweigten Blütenstand des gesamten Pflanzenreiches aufweist, sowie die Riesenrafflesie, die über den Superlativ verfügt, die größten und schwersten Blüten des Pflanzenreiches zu haben.
Auch die Tierwelt findet hohen Schutz im Park. So leben dort der seltene Sumatra-Tiger, das weitgehend ausgerottete Sumatra-Nashorn, der seit 2008 auf der Roten Liste gefährdeter Arten stehende Sunda-Nebelparder, das Schabrackentapir, der Malaienbär und sumatrische Muntjaks. Mehr als 300 Vogelarten leben im Park, darunter etliche endemische.

## Bilder

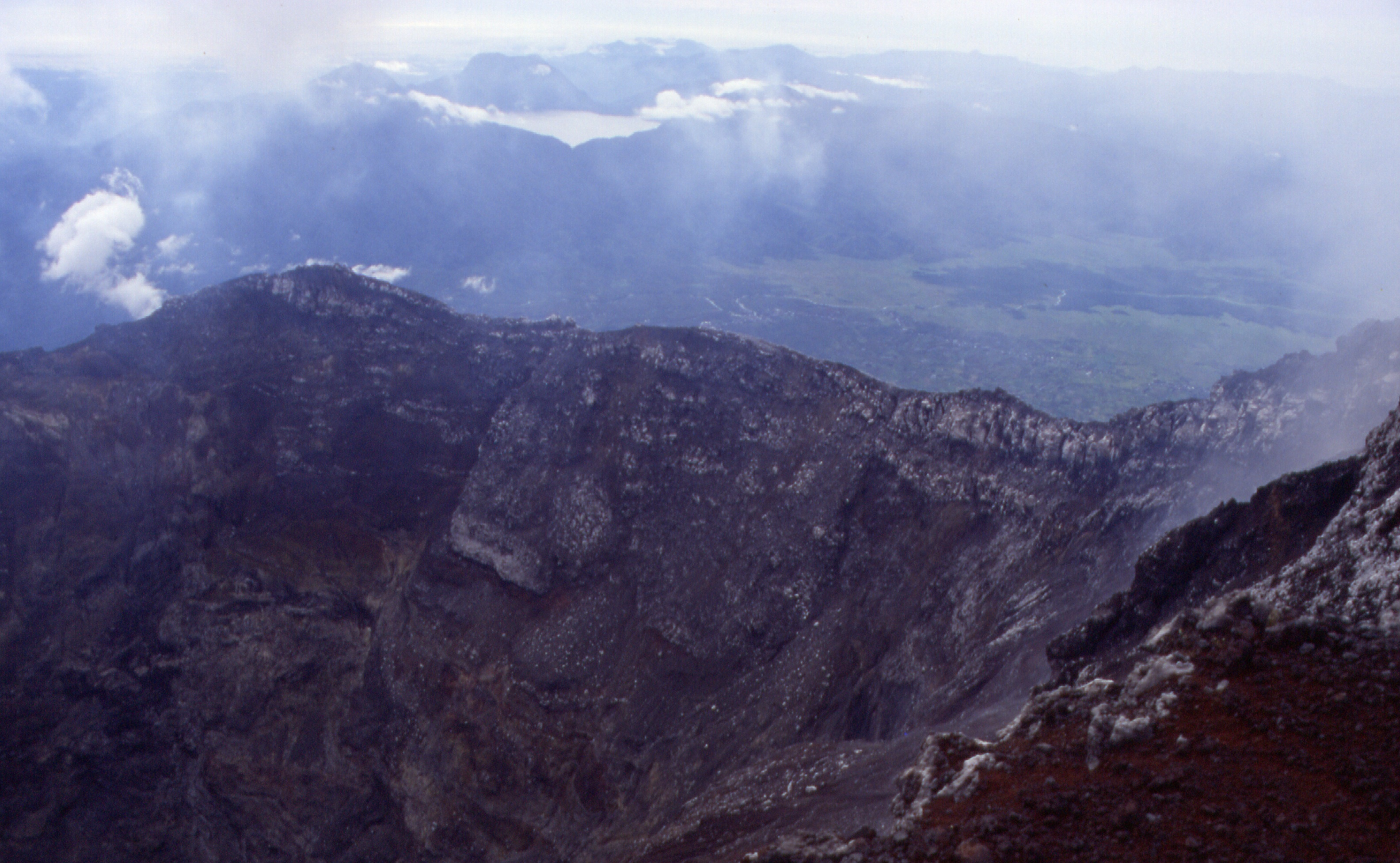
Blick vom Kerinci auf den Gunung Tujuh mit Kratersee
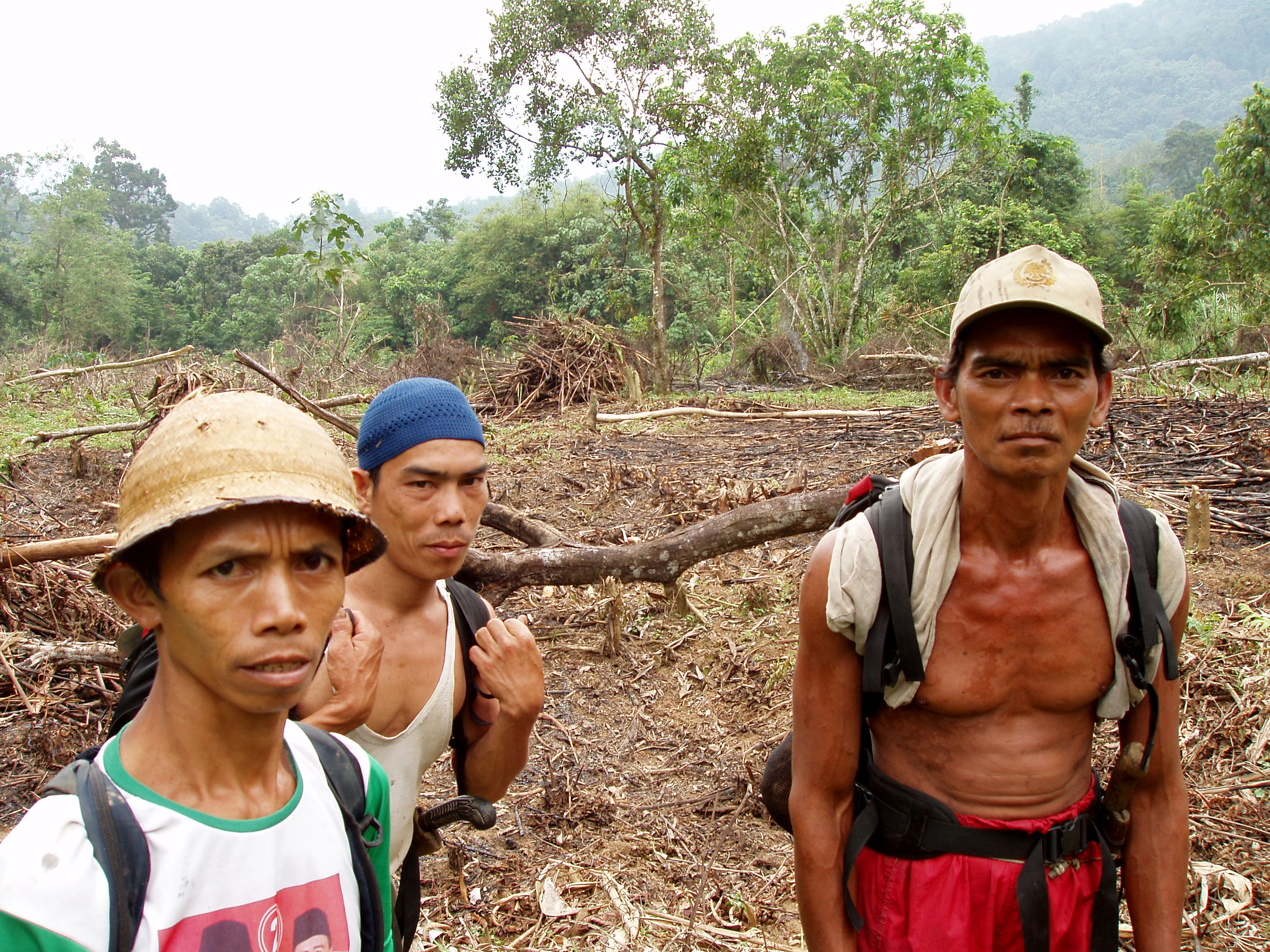
Frisch gerodeter Urwald für Farmlandzwecke
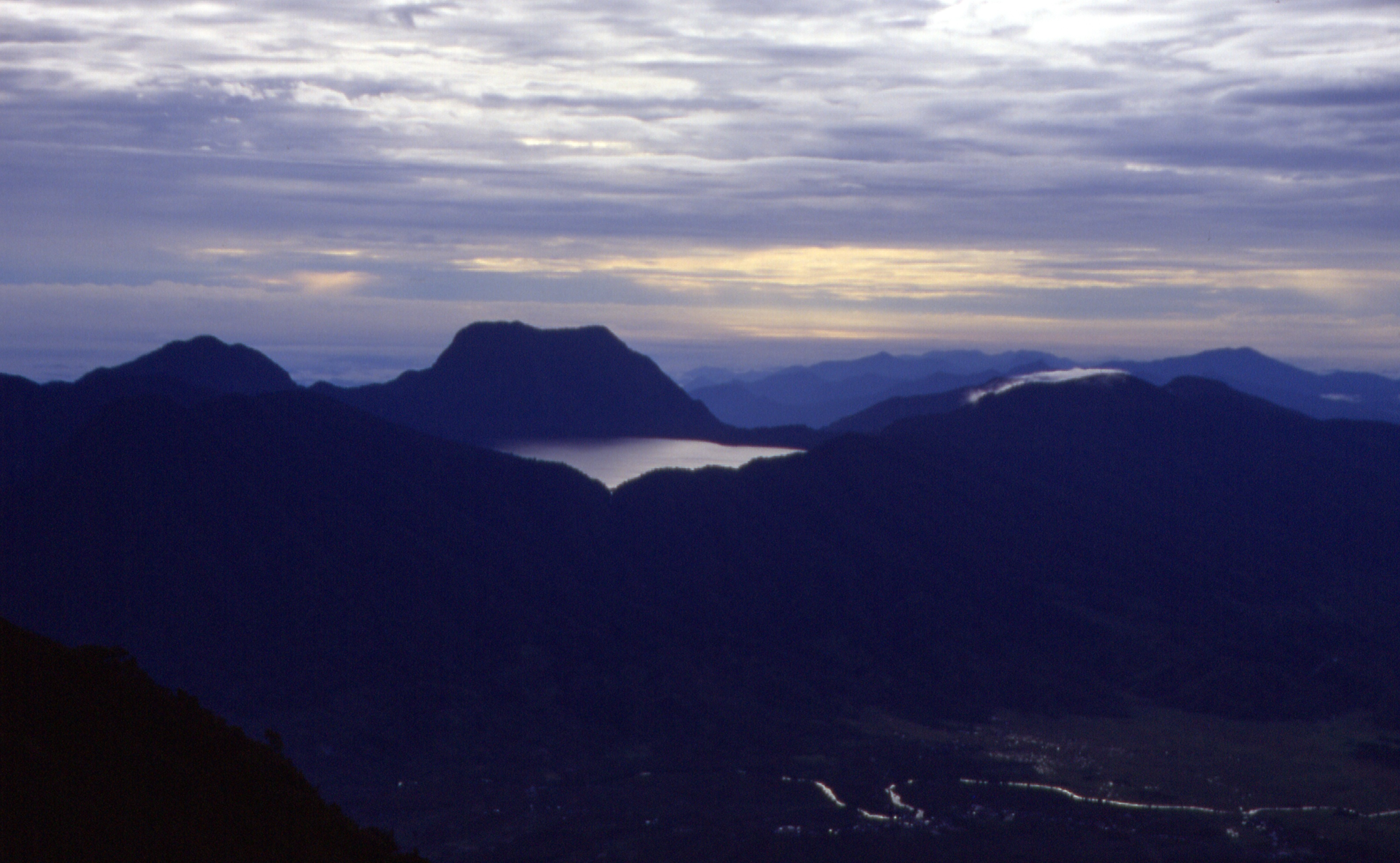
Vulkan Tujuh